# Звановиці (Бжезький повіт)
Звановиці (пол. Zwanowice) — село в Польщі, у гміні Скарбімеж Бжезького повіту Опольського воєводства.
Населення — 391 особа (2011).
У 1975-1998 роках село належало до Опольського воєводства.

## Демографія
Демографічна структура станом на 31 березня 2011 року:
|          | Загалом | Допрацездатний вік | Працездатний вік | Постпрацездатний вік |
| -------- | ------- | ------------------ | ---------------- | -------------------- |
| Чоловіки | 203     | 42                 | 141              | 20                   |
| Жінки    | 188     | 43                 | 101              | 44                   |
| Разом    | 391     | 85                 | 242              | 64                   |